# Tiempo objetivo de recuperación

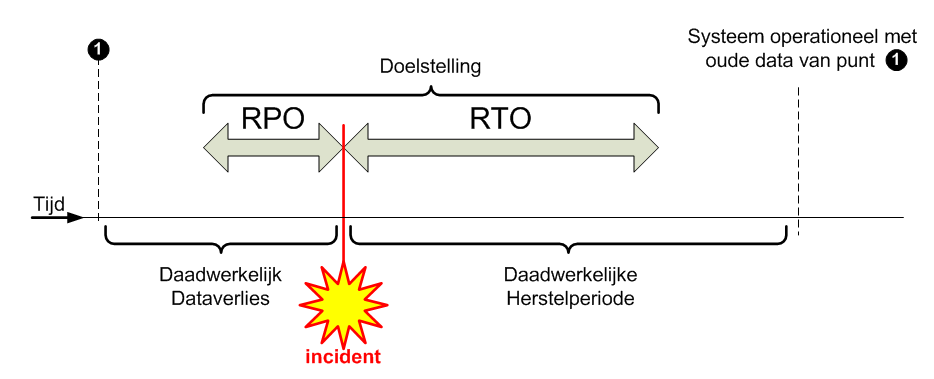
Este Tiempo logra un incidente, puede incluir tiempo que sea para resolver problemas.

El tiempo objetivo de recuperación o RTO por sus siglas en inglés es el tiempo definido dentro del nivel de servicio en el que un proceso de negocio debe ser recuperado después de un desastre o pérdida para así evitar consecuencias debido a la ruptura de continuidad de servicio.
Puede incluir el tiempo requerido para resolver el problema sin la recuperación, la recuperación en sí misma, pruebas y la comunicación con los usuarios. 